# NGC 3416
NGC 3416 (również PGC 32588) – galaktyka spiralna (S?), znajdująca się w gwiazdozbiorze Wielkiej Niedźwiedzicy. Odkrył ją 30 marca 1854 roku R.J. Mitchell – asystent Williama Parsonsa.